# Церква Введення в храм Пресвятої Богородиці (Стриївка)
Церква Введення в храм Пресвятої Богородиці в Стриївці — парафія і храм 2-го Збаразького благочиння Тернопільської єпархії Православної церкви України в селі Стриївка Тернопільського району Тернопільської области.

## Історія церкви
У селі існував дерев'яний храм на честь Введення в храм Пресвятої Богородиці, збудований у 1799 році. Його патроном був Юрій Малаховський, місцевий землевласник. У 1994 році церква згоріла.
Новий мурований храм будували з 1994 по 1999 роки. Меценатом виступив Микола Багнош. У будівництві також брали участь парафіяни та будівельники з села Стриївка та навколишніх населених пунктів.
На церковному подвір'ї розташована фігура Святого Миколая, дата створення якої невідома.

## Парохи
- о. Іоан Боднарчук,
- о. Василій Боднарчук,
- о. Рудольф Дудкевич,
- о. Дручок,
- о. Василь Бумба,
- о. Тарас Саньоцький.